# Actia exsecta
Actia exsecta är en tvåvingeart som beskrevs av Villeneuve 1936. Actia exsecta ingår i släktet Actia och familjen parasitflugor.
Artens utbredningsområde är Uganda. Inga underarter finns listade i Catalogue of Life.